# Računalo
Računálo je naprava ali stroj za izvajanje numeričnih izračunov.
Danes najbolj razširjena vrsta računal so elektronski kalkulatorji, v preteklosti pa so ljudje uporabljali še celo vrsto drugačnih računal.
Računala so v novejšem času vgrajena tudi v druge naprave, recimo mobilne telefone, v 1980. so bile razširjene digitalne ure z računali. Računala se uporabljajo na različnih področjih, eno od značilnih področij je šolska uporaba. 

## Zgodovina
Prva računala so verjetno iznašli Babilonci okoli leta 2400 pr. n. št. Računali so tako, da so premikali kamenčke (kroglice) po gladki površini ozroma po posebej za to narejenih žlebičkih. Tako računalo imenujemo abak. Pozneje so začeli kroglice natikati na žice, da je bilo računaje lažje.
Prvo mehansko računalo je izdelal (verjetno) nemški matematik Wilhelm Schickard leta 1623.
Leta 1642 je Blaise Pascal (takrat še komaj devetnajstleten) izdelal zelo dobro mehansko računalo, ki se po njem imenuje paskalina. Računala tega tipa so bila dolgo časa izredno priljubljena. 
Pascalovo delo je nadgradil Gottfried Wilhelm Leibniz, ki je v letih 1671-1673 izdelal svoj računski stroj. Poimenoval ga je Staffelwalze (stopničasti valj).
Kmalu po tem, ko je John Napier izumil logaritem, so se pojavila prva logaritemska računala (okoli 1620-1630). Táko računalo je sestavljeno iz mirujočega in drsnega dela. Oba dela sta označena z logaritmično lestvico, kar omogoča množenje. Logaritemsko računalo je bilo nepogrešljiv spremljevalec vsakega resnega znanstvenika matematično-tehnične smeri približno do leta 1970, ko so jih izpodrinila elektronska računala - kalkulatorji.
V trgovinah in uradih je bilo seštevanje in odštevanje dosti pomembnejše od množenja, zato se tam niso uveljavila logaritemska računala, pač pa seštevalni stroji, ki so bili v bistvenih potezah nasledniki paskaline. Taki stroji so doživeli pravi razcvet v prvi polovici 20. stoletja, okoli leta 1985 pa so jih izpodrinili elektronski osebni računalniki.
V zadnji četrtini 20. stoletja so svet osvojila elektronska žepna računala, ki jih imenujemo tudi kalkulatorji. Prvi elektronski računski stroji so se pojavili okoli leta 1950. Bili so veliki in nezanesljivi, vendar pa so pomenili prvi korak v pravi smeri. Po letu 1970 so se razširili manjši in priročnejši žepni kalkulatorji, ki so danes za marsikoga nepogrešljiv pripomoček pri računanju. 